# Укедже, Дамьян
Дамьян Укедже (пол. Damian Ukeje, родился 26 августа 1986 в Щецине) — польский певец, победитель 1-го сезона музыкального телешоу «The Voice of Poland» (подопечный польского метал-музыканта Нергала).

## Биография
Мать Дамьяна — полька, отец — нигериец. Начинал карьеру в блюз-группе Jerry’s Hole Band. В 2009 году принял участие в программе «Шанс на успех», шедшей на польском телеканале TVP2, став вокалистом щецинской группы Fat Belly Family. В 2011 году их песня «Rzeczka» вошла в сборник песен Minimax pl 6 Петра Качковского на Третьей программе Польского радио.
Осенью 2011 года Укедже принял участие в первом сезоне телешоу «The Voice of Poland», выбрав своим наставником метал-музыканта Адама Дарского, также известного под прозвищем «Нергал». Дамьян дошёл до финала, где исполнил песню собственного сочинения «Nie mamy nic» и одержал победу в шоу, получив контракт на запись альбома на студии Universal Music Polska.
В октябре 2012 года вышел первый сингл Укедже «Bezkrólewie». 5 февраля 2013 вышел его дебютный альбом «Ukeje». Альбом занял 44-е место в ежегодном рейтинге наиболее продаваемых в Польше альбомов OLiS.
В феврале 2014 года Дамьян Укедже был номинирован на музыкальную премирю «Fryderyk» в категории «Дебют года».

## Дискография

### Альбомы
| Год  | Альбом                                                                                       | Позиция в чартах |
| Год  | Альбом                                                                                       | POL              |
| ---- | -------------------------------------------------------------------------------------------- | ---------------- |
| 2013 | Ukeje - Вышел: 5 февраля 2013 - Лейбл: Universal Music Polska - Формат: CD, digital download | 44               |

### Синглы
| Год                                             | Название            | Позиция в чартах | Позиция в чартах | Альбом |
| Год                                             | Название            | SLiP             | NRD              | Альбом |
| ----------------------------------------------- | ------------------- | ---------------- | ---------------- | ------ |
| 2012                                            | „Bezkrólewie”       | 43               | 2                | Ukeje  |
| 2013                                            | „Zanim odejdę”      | 30               | 1                | Ukeje  |
| 2013                                            | „To nie ten świat”  | 19               | –                | Ukeje  |
| 2013                                            | „Moja mała Ameryka” | –                | –                | Ukeje  |
| 2016                                            | „Film”              | 50               | –                | –      |
| „–” означает, что сингл не попадал в хит-парады |                     |                  |                  |        |